# Megaselia pleurota
Megaselia pleurota är en tvåvingeart som beskrevs av Ronald Henry Lambert Disney 1994. Megaselia pleurota ingår i släktet Megaselia och familjen puckelflugor. Inga underarter finns listade i Catalogue of Life.